# Little Joe 5B

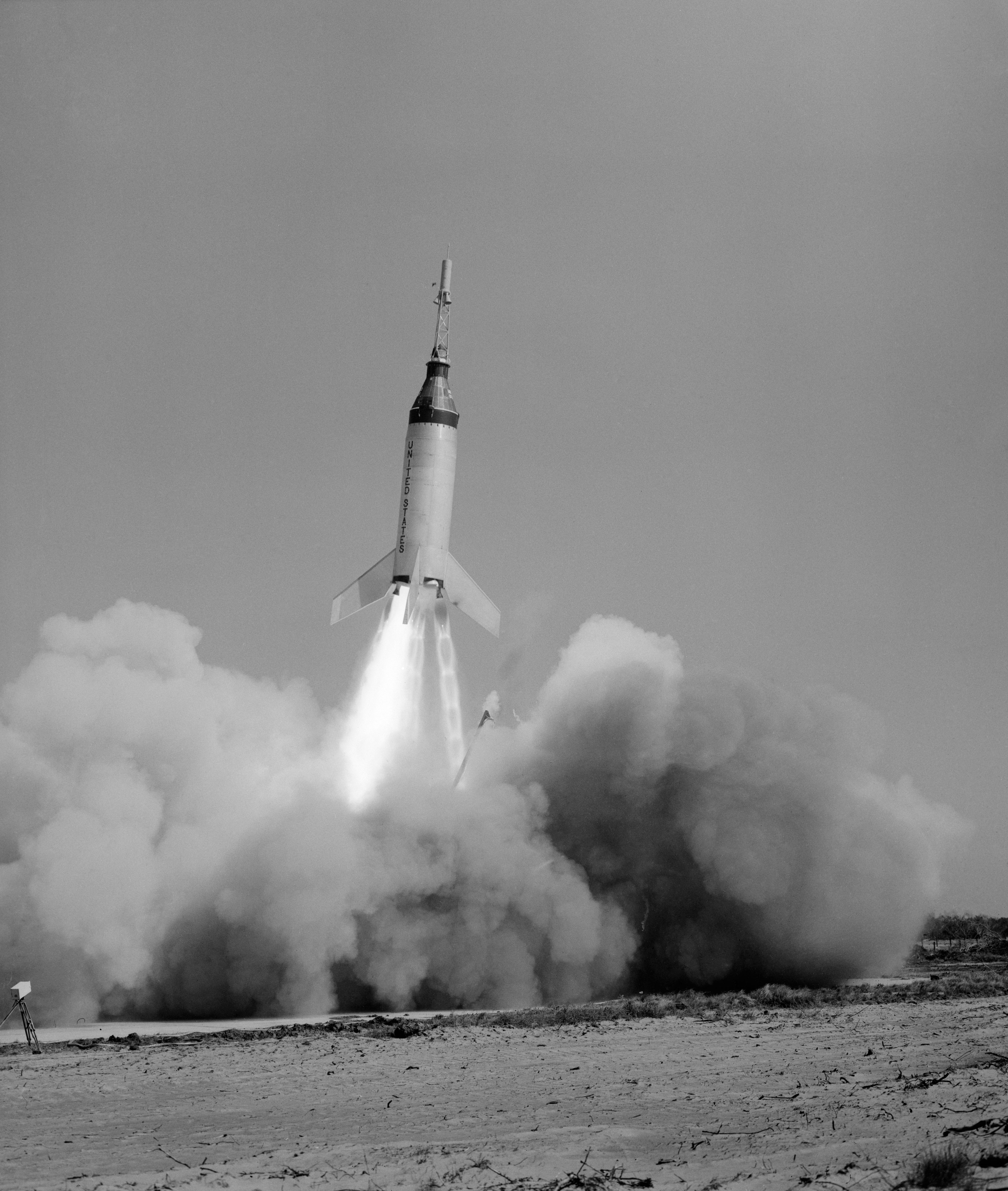
Start testu Little Joe 5B

Little Joe 5B (LJ-5B) byl nepilotovaný testovací let únikového systému kosmické lodi Mercury při maximálním aerodynamickém tlaku. Test byl proveden jako součást amerického programu Mercury. Při misi byla použita sériová kapsle McDonnell Mercury # 14A. Mise byla zahájena 28. dubna 1961, na Wallops Flight Center ve Virginii. Raketa Little Joe vynesla kapsli na balistickou dráhu s apogeem 4,5 km do vzdálenosti 14 km. Mise trvala 5 minut a 25 sekund. Maximální rychlost letu byla 2865 km/h a maximální zrychlení dosáhlo 98 m/s², tedy desetinásobku tíhového zrychlení na povrchu Země. Mise byla úspěšná a kosmická loď Mercury # 14A byla po dopadu vyzvednuta. Hmotnost lodi byla 1141 kg. Kosmická loď Mercury #14A je v dnešní době vystavena ve Virginia Air and Space Center v Hamptonu ve Virginii.